# ぎんなん号

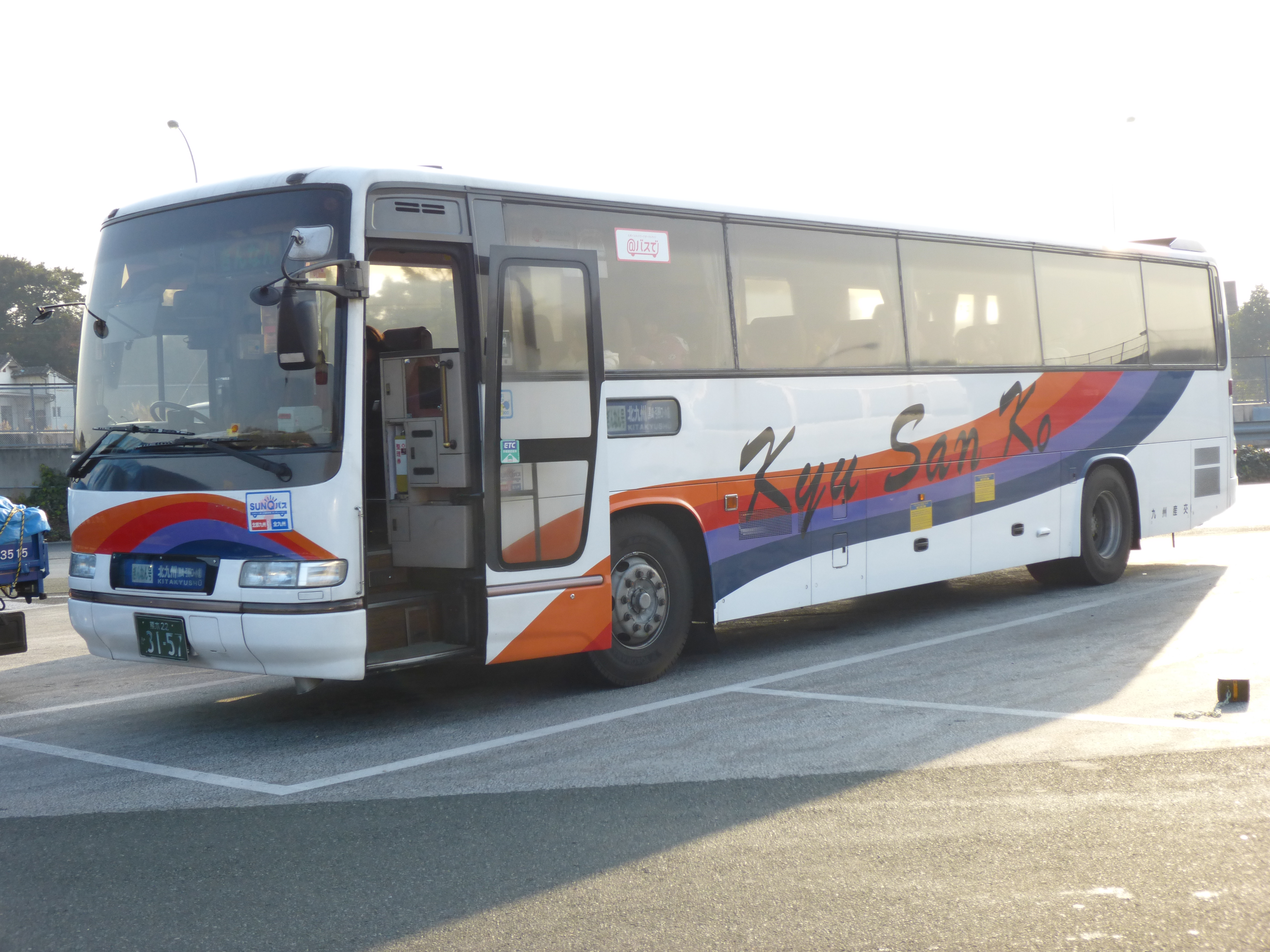
ぎんなん号（九州産交バス）

ぎんなん号（ぎんなんごう）とは、かつて福岡県北九州市門司区・小倉北区と熊本県熊本市を結んでいた高速バスである。2018年11月30日を以って運行休止。

## 沿革
- 1989年12月16日 - 運行開始。

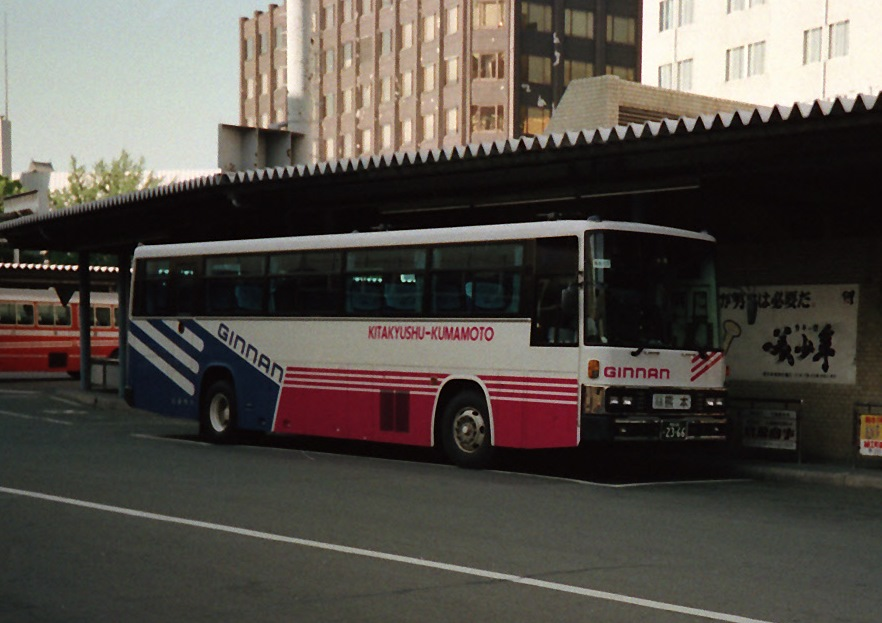
運行開始当時のぎんなん号
九州産交便
当路線専用両社共通カラー

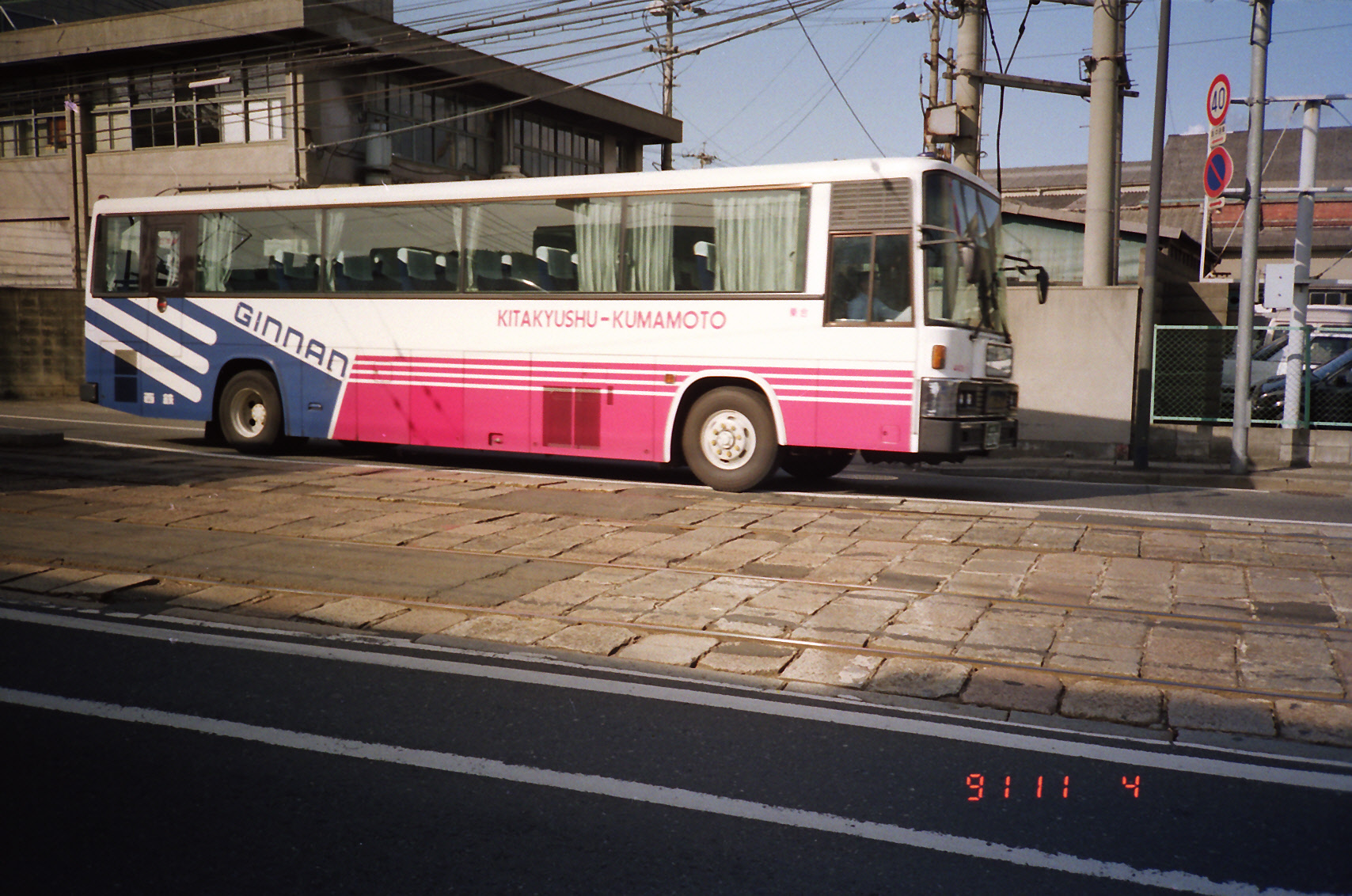
運行開始当時のぎんなん号
西日本鉄道便
当路線専用両社共通カラー

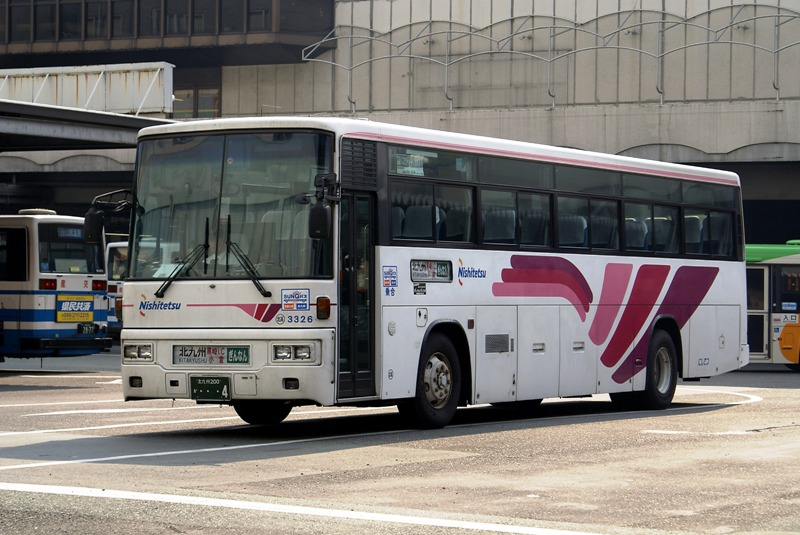
撤退前の西日本鉄道運行車両

  - ハイデッカー車両。当初は九州産業交通・西日本鉄道とも当路線専用共通カラーリングを使用。また、3列シート仕様で定員は29名。1日9往復18便（産交・西鉄とも1日1便あたり1.5往復担当）。
- 1995年9月 - 九州産交の車両が更新され、この時を以って共通カラーは事実上廃止。
- 1999年4月 - 週末等における乗客積み残し防止対策として、定員を29名から37名に拡大（4列シート化）。
- 2001年1月 - 西日本鉄道の運行を西鉄高速バスに業務管理委託（車両ならびに運営は西日本鉄道が継続）。
- 2004年11月1日 - 停車地に高速千代ニュータウンを追加。
- 2006年4月1日 - 熊本行きの停車地を鞍手PAから直方PAに変更。北九州行きと同一化。

また、この日から九州産業交通運用分が九州産交バスに移管。
- 2007年7月1日 - 「高速バスロケを活用した基山PAにおける乗り継ぎ社会実験」実施に伴い、停車地に高速基山を追加。
- 2009年4月1日 - 小倉行きの停車地に通町筋が追加され経路変更（小倉行・熊本行ともに通町筋に停車）。
- 2010年4月1日 - 西鉄が運行から撤退。全便が九州産交の単独運行に移行し、1日6往復12便に減便[1][2]。尚、北九州地区からの予約・乗車券発行ならびに改札業務等は西鉄も引き続きおこなう。
- 2010年4月26日 - 5月5日 - 運行開始20周年を記念し、10日間限定において片道2,000円以上の区間を全て2,000円均一。最大37.5％の大幅割引（現金のみ。往復乗車券ならびに回数券その他各種乗車券は割引適用外）[3]。
- 2010年6月10日 - 乗車定員を37名から29名へ（全便3列シート車となる）
- 2012年4月1日 - 週末や休日等の需要増加ならびに利用の多い時間帯を増便によりさらなる利便性向上を目的として、土･日･祝日のみ1往復増便し1日7往復14便となる（平日は従来通り1日6往復12便）[4]。
- 2013年7月1日 - 広川サービスエリアにて10分間の途中休憩を挟んで運行。
- 2013年8月1日 - 北九州発土日祝最終便のみ「熊本駅前」と「西部車庫」にも停車。
- 2014年9月30日 - 往復乗車券・ペア乗車券・スーパー回数券・九州新幹線de高速バス割引きっぷ・スペースワールドセット券の販売を終了。
- 2014年10月1日 - 月曜～木曜運賃を通常運賃より16％割引となるほか、割引運賃（月曜～木曜運行便・座席数限定でハイウェイバスドットコムで事前予約及びクレジット決済で通常運賃より40％引となる「スーパー席割」、乗車日の7日前までにハイウェイバスドットコムで事前予約及びクレジット決済で通常運賃より5％引となる「WEB早割7」、予約日に関係なく月曜～木曜運賃及び金・土・日祝・祝前日運賃を2％引となる「WEB割」、65歳以上で事前に窓口発券で通常運賃より16％引となる「シニア割」）を導入。
- 2015年4月1日 - 65歳以上の利用者を対象とした4枚綴りの回数券「シニア スーパー回数券（11,120円）」を発売開始。
- 2015年10月1日 - 熊本市桜町一帯再開発事業におけるバスターミナル建て替えに伴い、熊本交通センター乗降場所を変更[5]。
- 2015年11月30日 - この日を以って車内ビデオ（DVD映画）サービスを終了。
- 2015年12月1日 - ダイヤ改正。平日1日6往復12便・土日祝日1日7往復14便から全曜日1日3往復6便に減便し、従前の平日・土日祝日ダイヤから通年ダイヤへ統一。同時に土日祝日のみ北九州発熊本行きの最終便において延伸していた熊本駅・西部車庫での降車扱いを廃止。
- 2016年4月25日 - 熊本地震の影響で運休していた運行を1往復のみ再開。尚、九州道一部区間（上りのみ）通行止めの為、益城インターへ迂回。そのため、帯山中学校前・西原・松の本は、北九州発便のみ停車。同年5月16日より通常運行に戻る（ただし、運行経路は引き続き北九州行きのみ益城インター経由で帯山中学校前・西原・松の本各バス停は不停車。熊本行は震災前と変わらない）。
- 2017年4月1日 - ダイヤ改正。全便これまでの熊本交通センター始発着を西部車庫まで延長し熊本駅前にも停車。また、従前の熊本IC（熊本県庁前 - 帯山中学校前 - 西原 - 松の本 - 武蔵ヶ丘）経由から益城IC（熊本県庁前 - 自衛隊前 - 東町中央 - 益城インター口 - 武蔵ヶ丘）経由に運行経路を変更。運行本数は変わらない。
- 2017年12月1日 - 北九州側始発着地を新門司港（名門大洋フェリー乗り場）まで延伸。これに伴い、愛称も変更される予定だった[6][7]が、一般公募の結果引き続き「ぎんなん号」の愛称において据え置かれる事になる。また、この日から広川SAでの休憩時間がこれまでの10分間から30分間に延長される。
- 2018年9月28日 - 近年の利用者減少により今後の運行継続が困難である事を理由に、2018年11月30日の運行を以って休止される事が九州産交によって発表[8]。
- 2018年11月30日 - この日の北九州発・熊本発最終便の運行を以って運行休止。運行開始から29年の歴史に幕が下りる。

## 運行経路・停車停留所（運行休止時点）
太字は停車停留所。福岡県内間（新門司港～宇美）および熊本県内間（菊水IC～西部車庫）それぞれ同一県内間のみの利用は不可。ただし、佐賀県の高速基山においては両方向とも乗降可能。
新門司港（名門大洋フェリー乗り場） - 砂津バスセンター - 小倉駅前 - 平和通 - 三萩野 - 紫川ランプ - （北九州高速4号線）  - 黒崎インター引野口 - 高速千代ニュータウン - 八幡IC - （九州自動車道） - 直方PA - 若宮IC - 高速宇美 - 高速基山 - 菊水IC - 鹿央 - 植木IC - 西合志 - 武蔵ヶ丘 - 益城IC - （県道36号） - 益城インター口 - 東町中央 - 自衛隊前 - 熊本県庁前 - 水前寺公園前 - 味噌天神 - 通町筋 - 熊本交通センター - 熊本駅前 - 西部車庫
- 北九州（新門司港）行きは、熊本駅前は3番のりばから、熊本交通センターは25番のりば（花畑広場前（熊本市電「辛島町」電停斜め前））から発車していた。
- 小倉駅前は、北九州（新門司港）行きは小倉駅バスセンター高速バス降車場着、熊本行きはコレット（当時、旧小倉そごう・小倉伊勢丹。現在はセントシティ北九州）前バス乗り場から発車していた。
- 黒崎インター引野口は都市高速を一旦降り、インターから直進した場所にある一般道バス停に停車していた。
- 運行開始時から長らく途中休憩は設けられていなかったが、2013年7月より広川SAにおいて10分間の途中休憩が設定され、2017年12月からは途中休憩が30分間に延長された。
- 熊本駅前・西部車庫へはかつて土・日・祝祭日の熊本行最終便のみが停車していたが、2015年11月21日の改正で廃止された。2017年4月1日の改正により北九州行・熊本行とも全便が熊本駅前・西部車庫に停車するようになった。

## 所要時間（運行休止時点）
- 砂津～熊本交通センター - 3時間42分
  - 途中30分間の休憩を挟んでいたため。

## 運行会社・運行車両・車内設備
- 九州産交バス（休止前日まで運行）

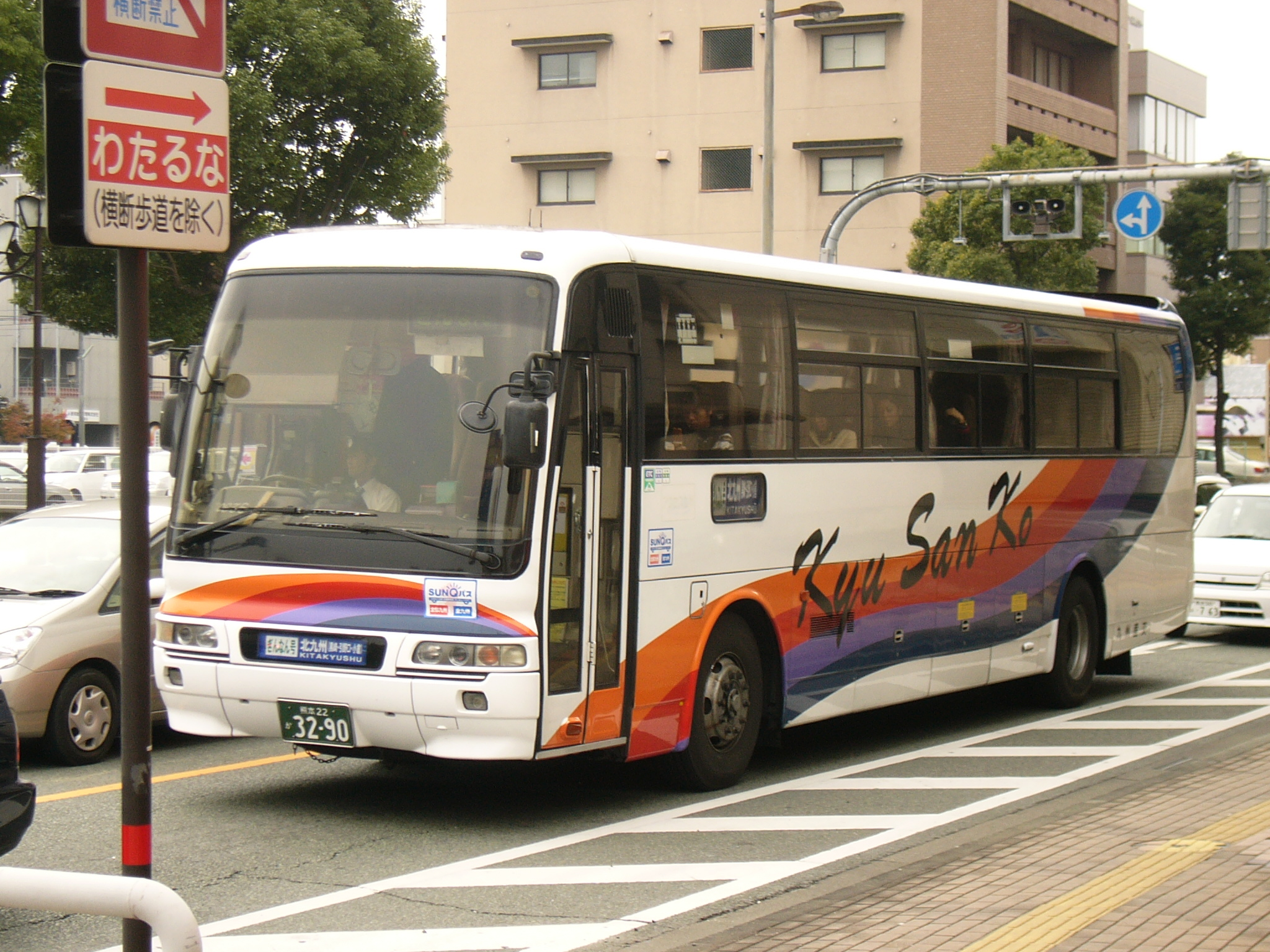
4列シート時代の車両
九州産交便（三菱エアロバス）
のちに「ひのくに号」等で使用されたが、現在は廃車済

  - 担当営業所：本社・熊本営業部高速バス営業所（現・高速営業所）
- 西日本鉄道（2010年3月31日まで）
  - 担当営業所：北九州高速自動車営業所（西鉄高速バス北九州支社（現・西鉄バス北九州北九州高速自動車営業所）：〇北高）
  - 2010年4月1日以降は九州産交バスの北九州側の運行支援（北九州での予約・発券ならびに乗務員休憩・停泊・折返し整備等）のみ担当。

### 使用車両
- 九州産交バス
  - いすゞ・スーパークルーザー（西工S型） - 路線開設時から1995年まで使用され、車体には両社共通の専用塗装を纏っていた。新車導入による代替によって2台共に快速「あまくさ号」に転用され、天草 - 空港間にて使用された[注 1]。既に廃車。
  - 日野ブルーリボン - 上記のいすゞ車と同様、路線開設時から1995年まで使用され、車体には両社共通の専用塗装を纏っていた。新車導入による代替によって2台共に高速車共通塗装に塗り替えられ、暫くは高速予備車として使用されたが、末期は2台共快速「あまくさ号」に転用された。既に廃車。
  - 日野・セレガ - 1995年から1999年の4列化直前まで使用され、4列化時代は主に「なんぷう号」や「りんどう号」などに転用された他、一部は高速予備車として3列シート使用路線における続行車や本務車都合時の代走などで活躍した。2010年の再度3列化された際に再び使用されるようになり、休止日前日まで運用した。休止後は再び高速予備車として使用されたが、2020年8月頃までに全車運用離脱・廃車。　
  - 三菱・エアロバス（4列シート車） - 主に週末等や多客時期等における満席時の乗客積み残し防止対策の一環による定員拡大のため、1999年から2010年5月まで使用された。3列シート車に転換後は主に福岡線「ひのくに号」などに転用。内1台は2019年に「ひとよし号」に転用され人吉営業所に転属したが、2020年7月の豪雨災害により被災し廃車。他は経年化により全車運用離脱・廃車。
- 西日本鉄道
  - 三菱・エアロバス（西工S型） - 3列シート時代（路線開設時より）の車両は旧共通塗装を纏い4列シート化直前まで使用されたのちに廃車。4列化後に導入された車両は撤退直前まで使用され、撤退後は4台の内1台は福岡高速自動車営業所に転属ののち日田バスに移籍、1台は亀の井バスに、残り2台は日田バスにそれぞれ移籍。現在は4台全て廃車となっている。
  - 日産ディーゼル・スペースアロー（西工SD-Ⅰ） -  元貸切車で繁忙期には本州方面夜行便の続行としても使用されたトイレ付の西工ネオロイヤル。路線化改造後に1台のみの配置で、4列シート時代に上記専用車都合時の予備車として使用された。既に廃車。

### 車内設備
- 3列シート（2+1列　29人乗り） - 運行開始から1999年3月末まで、ならびに2010年6月から運行休止日まで
- 4列シート（2+2列　37人乗り） - 1999年4月から2010年5月末まで
- トイレ
- 毛布（膝掛け）
- Wi-Fi（無線LAN）　※2012年より

以前においては上記以外にもテレビ（ビデオ映画→DVD映画）・マルチステレオ（音楽サービス）・車内公衆電話などの設備や、おしぼり・飲み物（コーヒー・お茶）の車内セルフサービスもあった。

### 注記
1. ↑  2台のうち1台は空港リムジン色へ、もう1台は「イルカ号」として天草観光協会とタイアップし天草のイルカウォッチングをPRしたデザインに塗り替えられ当時の注目を浴びた。